# Głuchowa
Głuchowa (czes. Hluchová) – największy terytorialnie obręb ewidencyjny (czes. základní sídelní jednotka) wsi Nydek w Czechach, na Zaolziu. Leży w dolinie Głuchówki oraz na otaczających ją stokach granicznego Pasma Czantorii i Stożka z jednej strony i ramienia Łączki i Filipki – z drugiej.
Nazwa ...łąka w Głuchowej pod Soszowem (...Wiese in der Glochowa unterm Soshaw) była wzmiankowana już w 1722 r. i odnoszona do osiedla pasterskiego w dolinie Głuchówki. W 1823 r. występowała pod nazwą Gluchowa, w 1900 r. już jako Głuchowa. Przez krótki czas była samodzielną wsią. Utworzył ją w 1835 r. zarząd cieszyńskich dóbr książęcych z rozrzuconych po stokach osiedli chałupniczych, łąk i szałasów, należących do mieszkańców okolicznych wsi: Wisły, Bystrzycy, Gródka, Nawsia i jabłonkowskiej Białej.
Głuchowa obejmowała 27 gruntów chałupniczych, 19 "łąk sałaszniczych" i 2 tereny pastwiskowe. Należały one do 53 właścicieli, z których tylko 19 miało tu chałupy, a reszta – jedynie tereny wypasowe. Tylko w 3 szałasach (2 na Łączce i 1 na Płaskim Groniu nad Kolibiskami), należących w całości do Głuchowej, wypasali oni w 1837 r. 495 owiec i 155 sztuk bydła rogatego. Katolicy z Głuchowej należeli do parafii w tych wsiach, z których przybyli: Jabłonkowa, Wędryni i Wisły, natomiast ewangelicy do zborów w Nawsiu i Wiśle. Wszystkie dzieci uczęszczały do ewangelickiej szkoły w Nydku do czasu, gdy powstała szkoła na miejscu w Głuchowej.
Gdy w połowie XIX wieku szałaśnictwo zaczęło upadać po likwidacji (wykupie) serwitutów pastwiskowych i przymusowym zalesieniu części pastwisk, pozostała na groniach jedynie garstka mieszkańców, trudniących się uprawą niewielkich skrawków roli, a żyjących głównie z pracy w trzynieckiej hucie. Przyłączono ich wówczas do sąsiedniej – choć odległej Bystrzycy, a następnie do Nydku.